# Накашидзе, Хурия Реджебовна
Хурия Реджебовна Накашидзе (1880 год, село Легва, Батумская область, Российская империя — неизвестно, село Фигва, Кобулетский район, Аджарская АССР, Грузинская ССР) — колхозница колхоза имени Коминтерна Кобулетского района Аджарской АССР, Грузинская ССР. Герой Социалистического Труда (1949).
Самая возрастная женщина, удостоенная звания Героя Социалистического Труда в Грузинской ССР.

## Биография
Родилась в 1880 году в крестьянской семье в селе Легва Батумской области (сегодня в городских границах Батуми). После окончания местной сельской школы трудилась в частном сельском хозяйстве. С 1929 года — рядовая колхозница на чайной плантации колхоза имени Коминтерна Кобулетского района.
В 1948 году собрала 6017 килограмм сортового зелёного чайного листа с площади 0,5 гектара. Указом Президиума Верховного Совета СССР от 29 августа 1949 года удостоена звания Героя Социалистического Труда за «получение высоких урожаев сортового зелёного чайного листа и цитрусовых плодов в 1949 году» с вручением ордена Ленина и золотой медали «Серп и Молот» (№ 4665).
Этим же Указом званием Героя Социалистического Труда была награждена труженица колхоза имени Коминтерна колхозница Фадима Хасановна Гиоргадзе.
За выдающиеся трудовые достижения по итогам 1949 и 1950 годов была дважды награждена Орденом Ленина.
Проживала в селе Фигва Кобулетского района. Дата её кончине не установлена.
Награды
- Герой Социалистического Труда
- Орден Ленина — трижды (1949; 19.07.1950; 01.09.1951)